# 청동북 (부산광역시 유형문화재 제140호)
청동북(靑銅金鼓)은 부산광역시 서구, 동아대학교 석당박물관에 있는 불교 의례에서 사용하는 금속제 타악기이다. 2014년 3월 19일 부산광역시의 유형문화재 제140호로 지정되었다.

## 개요
청동북은 사찰에서 대중을 불러 모으거나 불교 의례에서 사용하는 금속제 타악기이자 법구(法具)의 일종으로 나무로 만든 걸이에 걸어 놓고 가운데 당좌 부분을 북채로 쳐서 소리를 낸다. 당좌는 연화문으로 표현된 경우가 많다.
동아대학교박물관 소장 청동북에는 북의 양쪽에 하나씩 작은 고리 2개가 달려 있으며, 가운데에는 연꽃 모양의 당좌(撞座)가 마련되어 있는데, 당좌 한가운데의 자방 안에는 5개의 연과가 돌기모양으로 표현되어 있다. 청동북의 전반적인 형태와 문양의 양식으로 볼 때 고려 후기에 제작된 것으로 판단된다.
현재 고려시대에 제작된 청동북은 전국에 약 50여개 정도 남아 있으며, 출토지와 명문이 알려져서 문화재로 지정된 예는 5~6건에 불과하다. 최근에는 고려시대 청동북 들이 유물의 희소성으로 인하여 국가 및 시도지정문화재로 지정되는 상황에서 동아대학교박물관 청동북은 유물 전체의 문양과 형태가 온전하게 남아 있는 고려 후기 청동북이라는 희소가치를 지닌 문화재이다.